# Martin Fischer
Martin Fischer (ur. 21 lipca 1986 w Dornbirn) – austriacki tenisista, reprezentant w Pucharze Davisa.

## Kariera tenisowa
W gronie profesjonalistów występował w latach 2005–2015.
W grze pojedynczej wygrał 2 turnieje rangi ATP Challenger Tour.
We wrześniu 2010 roku zadebiutował w reprezentacji Austrii w Pucharze Davisa przeciwko Izraelowi. Fischer pokonał w swoim singlowym meczu Harela Lewiego, a Austria awansowała do grupy światowej, najwyższej klasy rozgrywek. Łącznie zagrał w reprezentacji w 4 pojedynkach singlowych, odnosząc 3 zwycięstwa.
Najwyżej w rankingu ATP singlistów zajmował 117. miejsce (11 października 2010), a rankingu deblistów 119. pozycję (24 maja 2010).

### Zwycięstwa w turniejach ATP Challenger Tour w grze pojedynczej
| Końcowy wynik | Nr | Data          | Turniej     | Nawierzchnia  | Przeciwnik          | Wynik finału  |
| ------------- | -- | ------------- | ----------- | ------------- | ------------------- | ------------- |
| Zwycięzca     | 1. | 11 lipca 2010 | Oberstaufen | Ceglana       | Cedrik-Marcel Stebe | 6:3, 6:4      |
| Zwycięzca     | 2. | 9 marca 2014  | Kioto       | Twarda (hala) | Tatsuma Itō         | 3:6, 7:5, 6:4 |